# ساتورو إواتا
ساتورو إيواتا (باليابانية: 岩田 聡) (ولد في: 6 ديسمبر 1959 - توفّي في: 11 يوليو 2015) كان الرئيس الرابع والمدير التنفيذي لشركة نينتندو خلف الرئيس السابق للشركة هيروشي ياموتشي في عام 2002. كان ساتورو إياواتا مسؤولاً عن وضع إستراتيجية لشركة نينتندو أثناء طرحها جهاز ألعاب الفيديو جيم كيوب في العام 2001 مما أدى إلى زيادة مبيعات نينتندو بنسبة 41% في نهاية السنة المالية 2002.

## المرض والوفاة

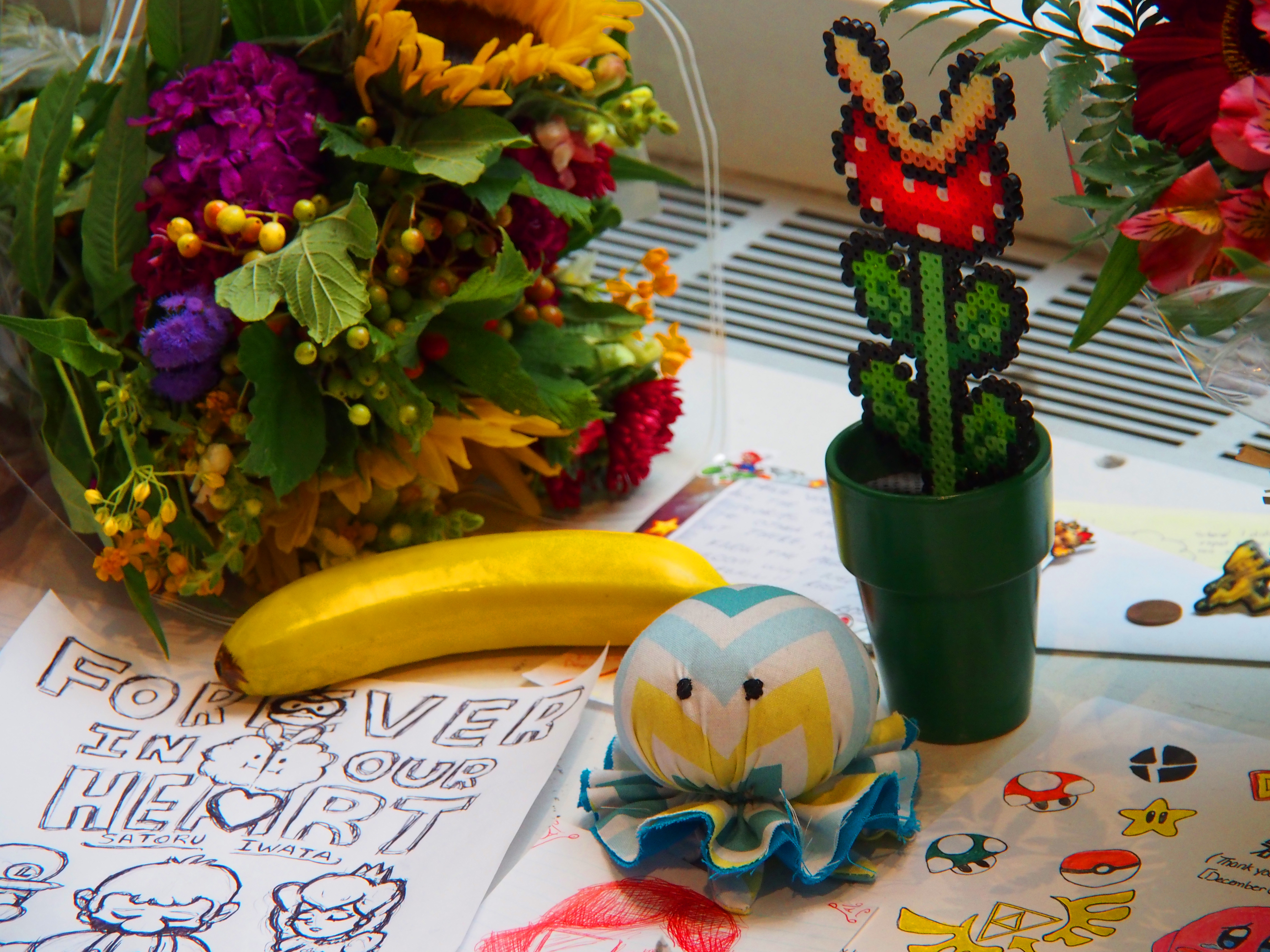
"لقطة مقربة لتكريم إيواتا، التي تركها العديد من المعجبين بعمله. وقد خصص متجر نينتندو ورلد ستور في مدينة نيويورك مكانًا خاصًا لأولئك الذين أرادوا الإشادة."

في سنة 2014 أعلنت نينتندو أن إواتا لن يكون حاضرا في معرض الترفيه الإلكتروني 2014 لأسباب طبية. تم الكشف في وقت لاحق أنه خضع لعملية جراحية لورم في القناة الصفراوية. في 12 يوليو 2015 أعلنت نينتندو عن وفاة ساتورو إيواتا في عمر الـ 55 عاما.

## روابط خارجية
- ساتورو إواتا على موقع IMDb (الإنجليزية)
- ساتورو إواتا على موقع ميوزك برينز (الإنجليزية)